# Ojo de Agua del Potrero
Ojo de Agua del Potrero är en ort i Mexiko.   Den ligger i kommunen Comonfort och delstaten Guanajuato, i den centrala delen av landet, 220 km nordväst om huvudstaden Mexico City. Ojo de Agua del Potrero ligger 1 946 meter över havet och antalet invånare är 832.
Terrängen runt Ojo de Agua del Potrero är huvudsakligen kuperad. Ojo de Agua del Potrero ligger nere i en dal. Runt Ojo de Agua del Potrero är det ganska tätbefolkat, med 111 invånare per kvadratkilometer. Närmaste större samhälle är San Miguel de Allende, 17,7 km nordväst om Ojo de Agua del Potrero. I omgivningarna runt Ojo de Agua del Potrero växer huvudsakligen savannskog.